# Pomník Julia Zeyera
Pomník Julia Zeyera  je sousoší umístěné v jeskyni z uměle navršené žulové skály, součást scenérie s potokem, jezírkem a můstkem ve východní části Chotkových sadů v Praze 1 na Hradčanech. Od roku 1958 je pomník chráněn jako kulturní památka, od roku 1999 je také součástí Národní kulturní památky Pražský hrad.

## Historie
S nápadem na stavbu pomníku přišel koncem ledna 1901, již jeden den po spisovatelově pohřbu, Josef Hlávka, který Zeyera v posledních letech života svou nadací finančně podporoval, hostil ho na zámku v Lužanech a poskytl mu bydlení v jednom ze svých nadačních domů v Praze ve Vodičkově ulici. Zeyer mu služby oplatil ve své závěti, v níž mu připsal ediční práva na své knihy.
Hlávka oslovil pro ztvárnění pomníku sochaře Josefa Maudera. To bylo logická volba: byli dlouholetými přáteli, Zeyer například roku 1883 Mauderovi svědčil na svatbě, s Mauderovými si dopisoval a do Mauderem projektovaného Slavína na Vyšehradě byl vybrán jako první slavný nebožtík. Kromě toho byl Mauder na vrcholu tvůrčích sil, takže se dala předpokládat rychlá realizace, které se sedmdesátiletý Hlávka dožije.
Problémy nastaly vzápětí, protože Hlávka si přál tradiční Zeyerovu bronzovou sochu na nižším kamenném soklu. Během deseti let budování pomníku Hlávka zůstal proti novému konceptu, a odhalení pomníku se ani nedožil. První výbor pro stavbu pomníku vedl jen krátce František Ladislav Rieger, po jeho smrti v roce 1903 finance došly. Mecenášem se stal jednak Jan z Lichtenštejna, který na své náklady a ze svého lomu u Říčan dal dopravit žulové balvany. Finanční sbírky na pomník pořádaly české ženy. Mauder tak mohl prosadit koncepci romantické scény s jeskyní a při úpravách Chotkových sadů v roce 1910 využil přivedeného vodního zdroje pro zbudování potůčku s jezírkem a můstkem. Do jeskyně umístil osm postav ze Zeyerových děl, které se zjevují v kontrastu bílého mramoru proti temné skále. Dosáhl také souvisejících úprav terénu.
Součástí pomníku je rovněž bronzový portrétní medailon Julia Zeyera, vsazený na vrchol skály.
V Národní galerii se dochovaly sádrové skici sousoší Krokových dcer..

## Sochy
Sochy v životní velikosti jsou vytesány z bílého tyrolského mramoru z Laasu. Zcela vzadu vlevo ve stínu jsou postavy Amise a Amila. Před nimi trojice legendárních dcer praotce Kroka Libuše, Kazi a Teta stojí nakročeny vpřed v momentu, kdy prostřední Libuše s pozdviženou hlavou a zavřenýma očima věští zrod Prahy. V pravém koutě stojící dvojice milenců Radúz a Mahulena v divadelních kostýmech se obrací k sobě. Mezi nimi je v hábitu a s hlavou v zavinutí sestra Paskalina, opírající se o balvan, řeholnice z méně známé stejnojmenné Zeyerovy novely. Divadelní hra Radúz a Mahulena byla inscenována v Národním divadle již za Zeyerova života (celkem do roku 2015 desetkrát), proslavil ji též film. Svědectví o své započaté práci zanechal Josef Mauder v časopisecké stati z roku 1904, kdy ještě nebyla postavena „sluj“, takže měl ve skice připravenou ležící sochu nahé dívky, zvanou „biblická postava“.

## Popis
Na zadní (západní) straně skály je vsazena deska z červenohnědého mramoru, v ní jsou kapitálou vytesané názvy vybraných Zeyerových děl: "VYŠEHRAD, NEKLAN, LIBUŠIN HNĚV, RADÚZ A MAHULENA, SAMKO PTÁK, Z DOB RŮŽOVÉHO JITRA, SULAMIT, DOŃA SANČA, LEGENDA Z ERINU, DŮM U TONOUCÍ HVĚZDY, BÁJE ŠOŠANY, TROJE PAMĚTI VÍTA CHORÁZE, VŮNĚ, JAN MARIA PLOJHAR, VEČER U IDALIE, OLGERD GEJŠTOR, SV. BRANDAN, INULTUS, GABRIEL DE ESPINA, PIA DE TOLOMEI, POD JABLONÍ, SESTRA PASKALINA, ONDŘEJ ČERNYŠEV, DOBRODRUŽSTVÍ MADRÁNY, KAROLINSKÁ EPOPEJ, AMIS A AMIL." Písmena jsou zlacená. Ve výběru jsou zastoupeny všechny romány, některá dramata a jen některé povídky. Stejně jako u soch tohoto pomníku je v seznamu subjektivní výběr postav, málokteré z nich souvisejí s Prahou. S těmito sady je spojena pravděpodobně jen epická báseň Olgerd Gejštor, ten tudy přicházel do královské zahrady za královnou. Povídka Pia de Tolomei o jedné z epizodních postav Dantovy Božské komedie v souboru Z letopisů lásky 2. patří k dílům zapomenutým.

## Současnost
Kolem roku 2010 byly suchému stoletému dubu ořezány větve, které pomník ohrožovaly . Po roce 2015 byl vykotlaný suchý dub skácen, zůstal jen pařez. Od té doby stále více turistů vylézá do jeskyně k sochám. Mezi léty 2000–2016 neznámý vandal poškodil tváře Krokových sester, poškrábal tvář Kazi a Libuši ulomil špičku nosu. Stav před poškozením je zdokumentován. 

## Galerie

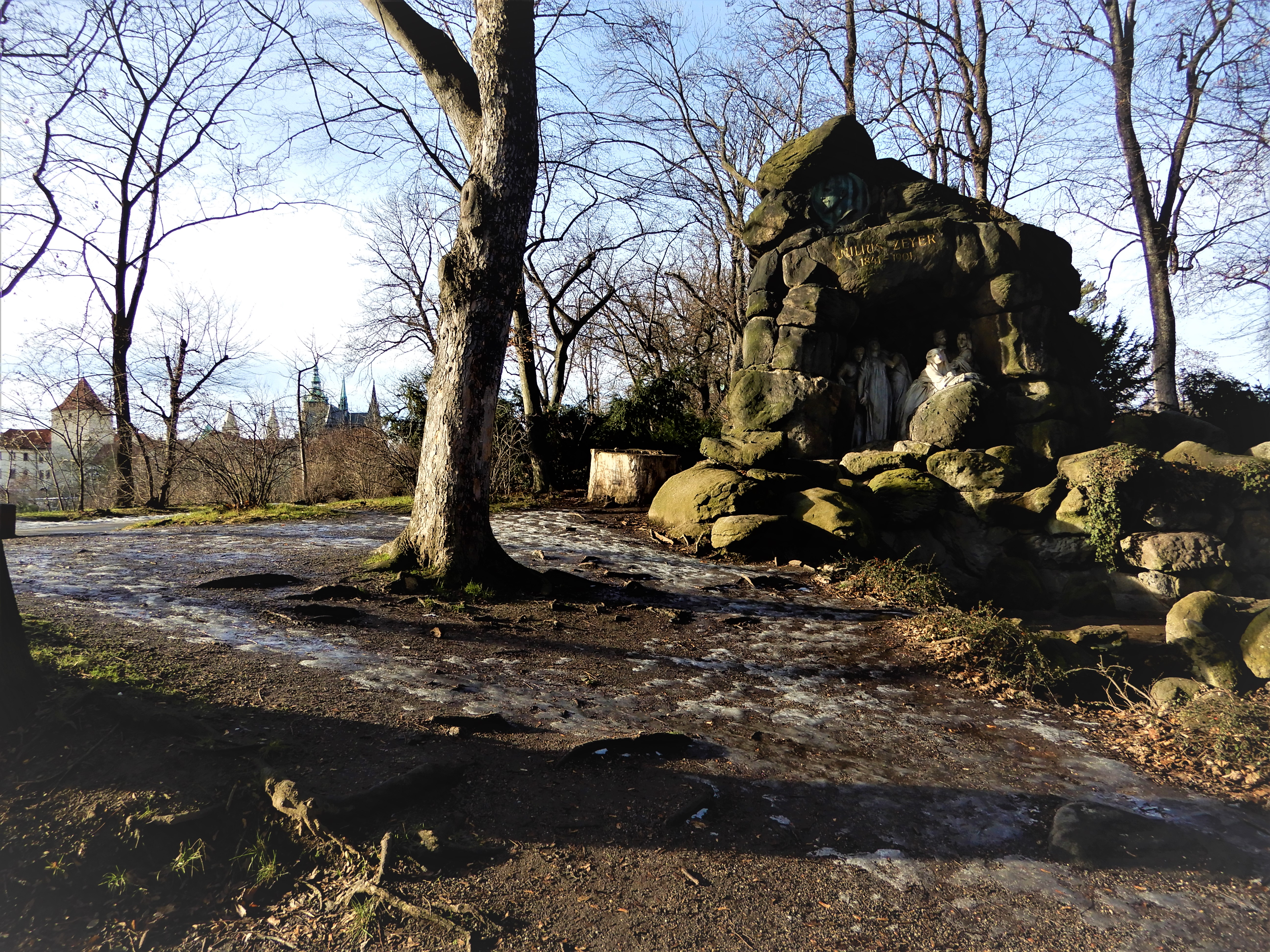
Pomník s Pražským hradem
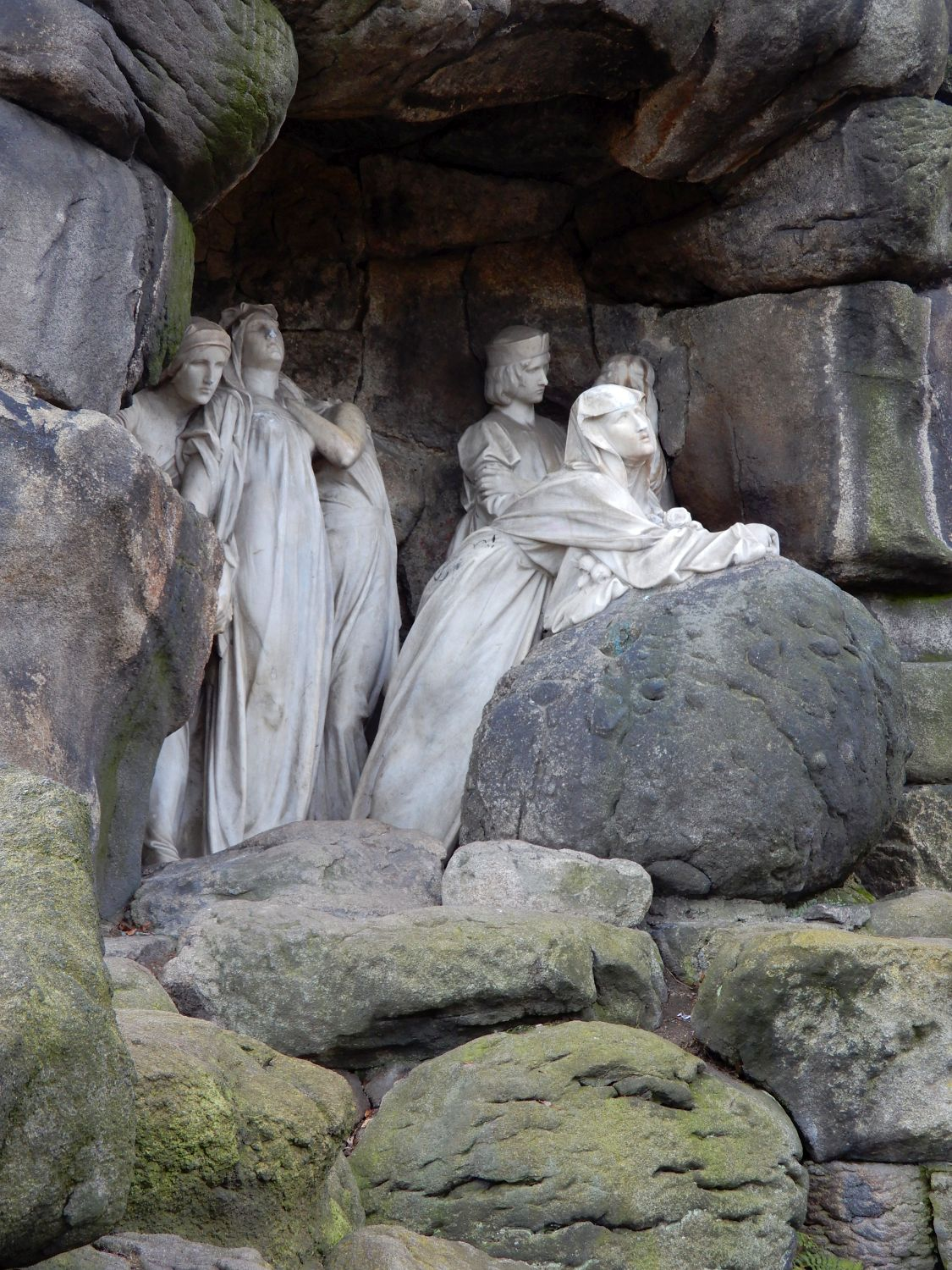
Krokovy sestry s Libuší uprostřed
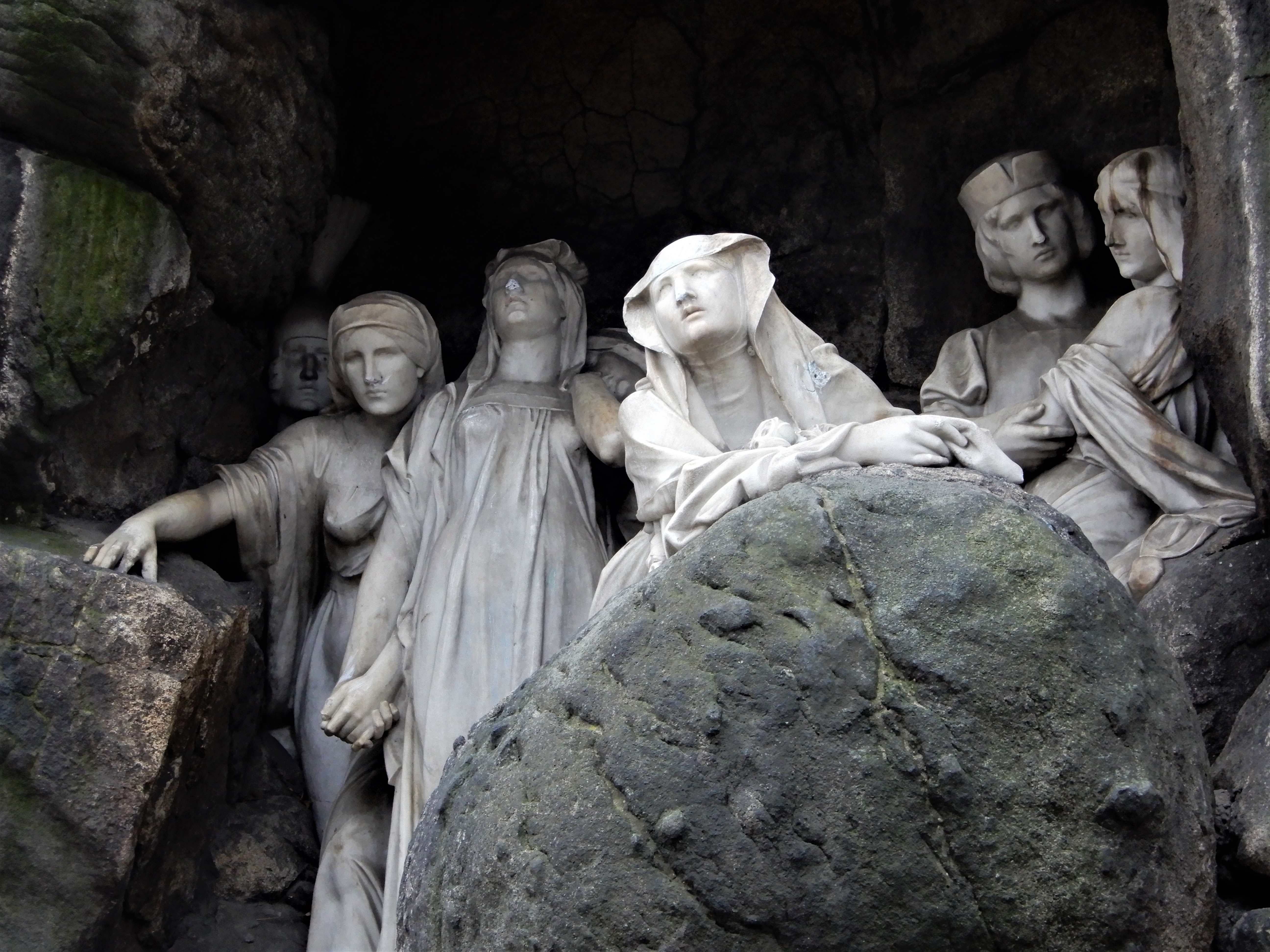
Krokovy dcery, Paskalina, Radúz a Mahulena
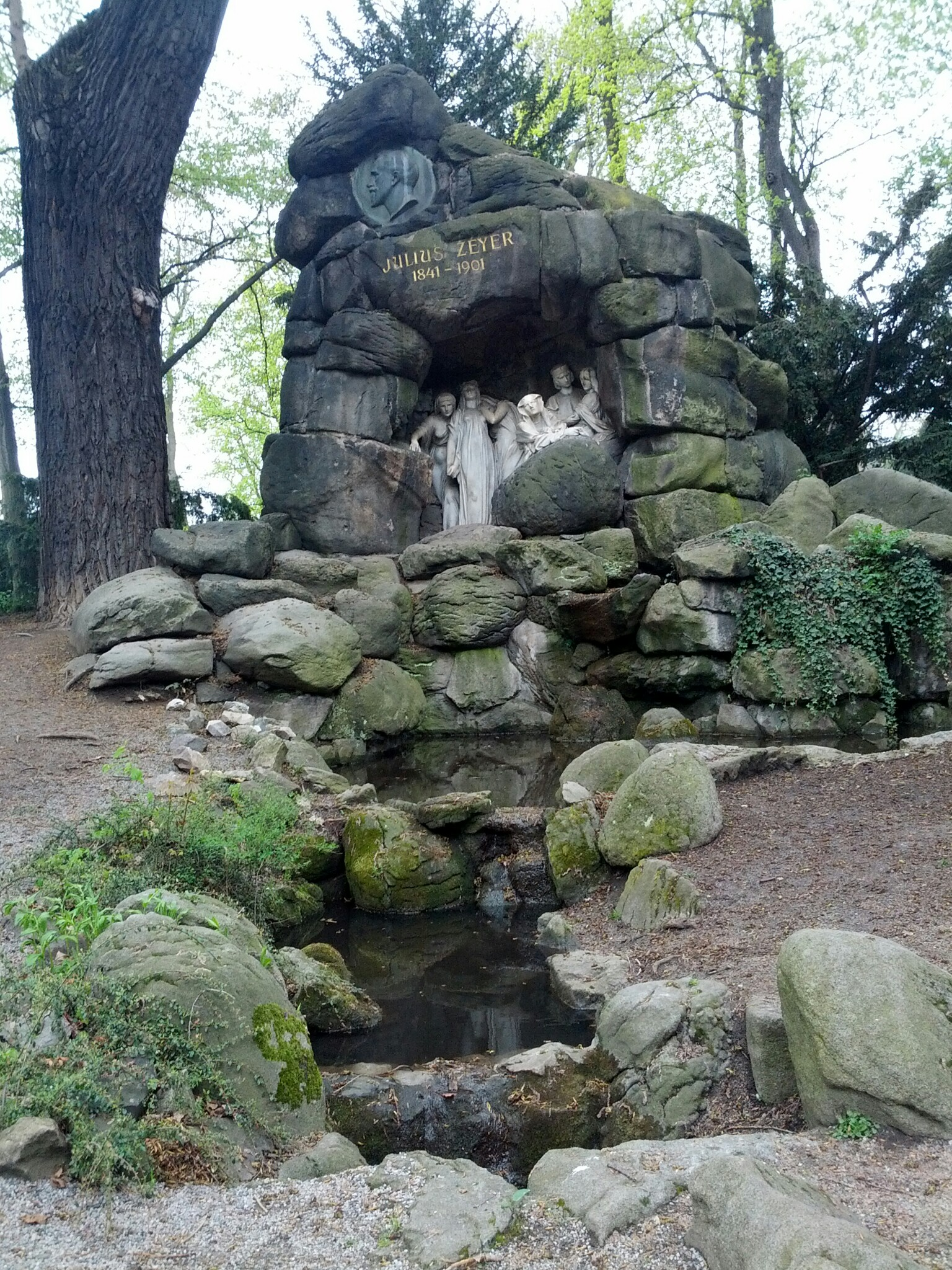
Stoletý dub a studánka (2013)
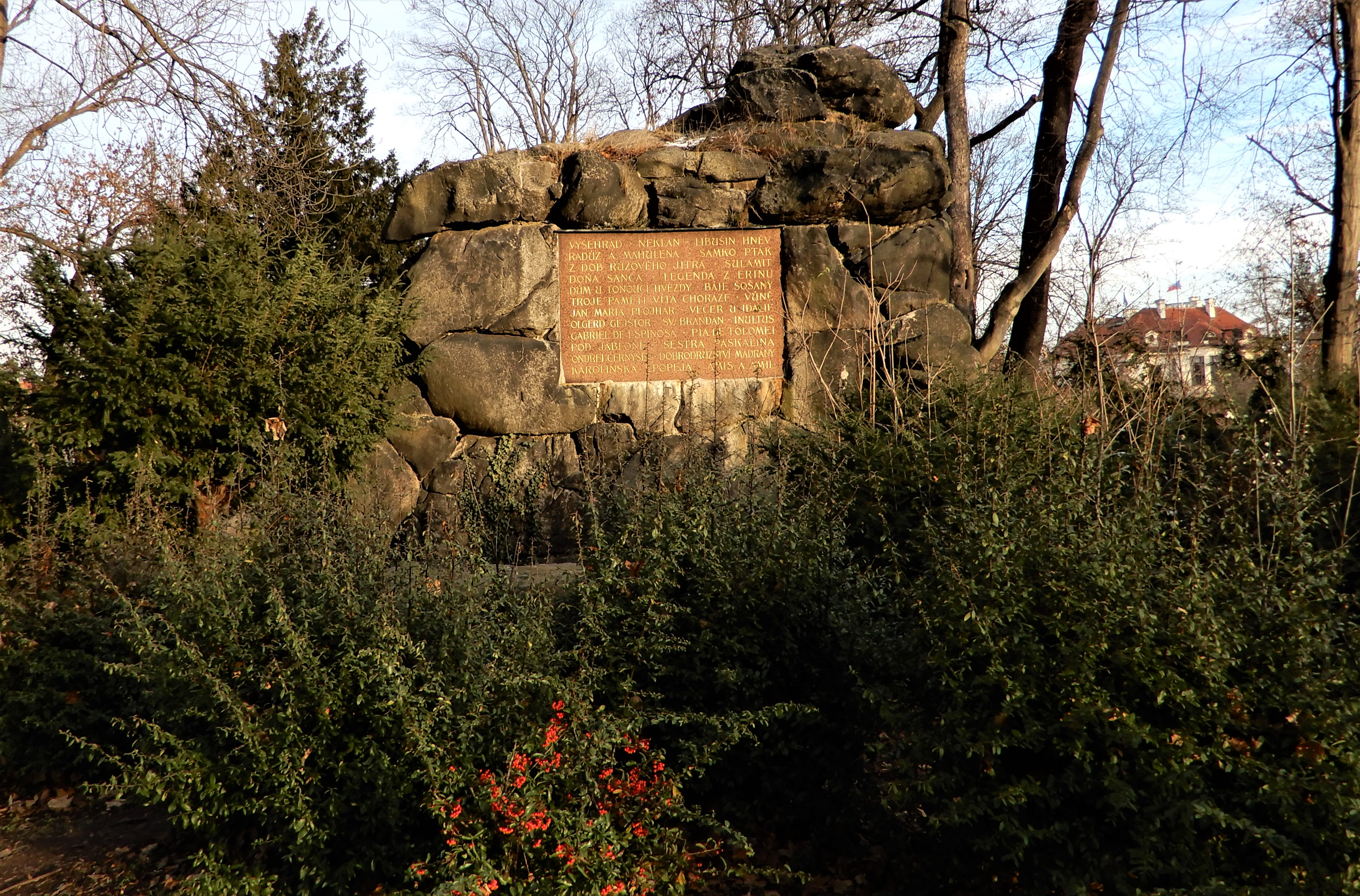
Zadní strana s tabulí Zeyerových děl

### Poznámka
1. ↑  Když ale Mauder představil v roce 1903 svou skicu veřejnosti, popis v tisku odpovídal současnému stavu včetně umístění a o „biblické postavě“ se nezmiňoval.[4]